# Grand Prix automobile du Canada 1968
Résultats du Grand Prix du Canada de Formule 1 1968 qui a eu lieu sur le circuit Mont-Tremblant le 22 septembre 1968.

## Classement
| Pos  | N° | Pilote               | Voiture       | Tours | Temps/Abandon     | Grille | Points |
| ---- | -- | -------------------- | ------------- | ----- | ----------------- | ------ | ------ |
| 1    | 1  | Denny Hulme          | McLaren-Ford  | 90    | 2 h 27 min 11 s 2 | 6      | 9      |
| 2    | 2  | Bruce McLaren        | McLaren-Ford  | 89    | + 1 tour          | 8      | 6      |
| 3    | 16 | Pedro Rodríguez      | BRM           | 88    | + 2 tours         | 12     | 4      |
| 4    | 3  | Graham Hill          | Lotus-Ford    | 86    | + 4 tours         | 5      | 3      |
| 5    | 21 | Vic Elford           | Cooper-BRM    | 86    | + 4 tours         | 16     | 2      |
| 6    | 14 | Jackie Stewart       | Matra-Ford    | 83    | + 7 tours         | 11     | 1      |
| Abd. | 18 | Jean-Pierre Beltoise | Matra         | 77    | Boîte de vitesses | 15     |        |
| Abd. | 9  | Chris Amon           | Ferrari       | 72    | Transmission      | 2      |        |
| Abd. | 15 | Johnny Servoz-Gavin  | Matra-Ford    | 71    | Accident          | 13     |        |
| Nc.  | 20 | Lucien Bianchi       | Cooper-BRM    | 56    | Non classé        | 18     |        |
| Abd. | 19 | Henri Pescarolo      | Matra         | 54    | Pression d'huile  | 19     |        |
| Abd. | 6  | Jochen Rindt         | Brabham-Repco | 39    | Moteur            | 1      |        |
| Abd. | 4  | Jackie Oliver        | Lotus-Ford    | 32    | Transmission      | 19     |        |
| Abd. | 5  | Jack Brabham         | Brabham-Repco | 31    | Suspension        | 10     |        |
| Abd. | 12 | Jo Siffert           | Lotus-Ford    | 29    | Fuite d'huile     | 3      |        |
| Abd. | 11 | Dan Gurney           | McLaren-Ford  | 29    | Radiateur         | 4      |        |
| Abd. | 24 | Piers Courage        | BRM           | 22    | Boîte de vitesses | 14     |        |
| Abd. | 27 | Bill Brack           | Lotus-Ford    | 18    | Transmission      | 20     |        |
| Abd. | 8  | John Surtees         | Honda         | 10    | Boîte de vitesses | 7      |        |
| Abd. | 22 | Jo Bonnier           | McLaren-BRM   | 0     | Alimentation      | 17     |        |
| Np.  | 10 | Jacky Ickx           | Ferrari       |       | Pilote blessé     |        |        |
| Np.  | 25 | Al Pease             | Eagle-Climax  |       | Moteur            |        |        |

Légende :
- Abd.=Abandon

## Pole position et record du tour
- Pole position : Jochen Rindt en 1 min 33 s 8 (vitesse moyenne : 163,689 km/h).
- Tour le plus rapide : Jo Siffert en 1 min 35 s 1 au 22e tour (vitesse moyenne : 161,451 km/h).

## Tours en tête
- Chris Amon 72 tours (1-72)
- Denny Hulme 18 tours (73-90)

## À noter
- 4e victoire pour Denny Hulme.
- 3e victoire pour McLaren en tant que constructeur.
- 13e victoire pour Ford Cosworth en tant que motoriste.
- Accidenté aux essais, Jacky Ickx (Ferrari) n'a pas participé à la course.